# Strasburg (Colorado)
Pour les articles homonymes, voir Strasburg.
Strasburg ou Strasbourg (forme officielle sur le plan de la ville) est une ville américaine située dans le comté d'Adams et le Comté d'Arapahoe dans l’État du Colorado.

## Histoire
La ville est fondée sous le nom de Comanche Crossing au XIXe siècle. En 1870 lors de la jonction à Denver du Kansas Pacific Railway, elle est renommée en Strasburg en hommage à l'un des responsables de la Kansas Pacific, Marlin Uhrich originaire de la ville de Strasbourg en Alsace (France).

## Démographie
| 2000  | 2010  | - | - | - | - |
| ----- | ----- | - | - | - | - |
| 1 402 | 2 447 | - | - | - | - |